# مجمع موتور هاي بلوتش ها (أرزوئية)
مجمع موتور هاي بلوتش ها (بالإنجليزية: Mojtame Mowtowr-e Hay Baluchha)‏ هي منطقة سكنية تقع في إيران في Arzuiyeh Rural District. يقدر عدد سكانها بـ 760 نسمة .